# Oulimnius rivularis
Oulimnius rivularis is een keversoort uit de familie beekkevers (Elmidae). De wetenschappelijke naam van de soort werd in 1856 gepubliceerd door Wilhelm Gottlob Rosenhauer.